# Paraugaptilus meridionalis
Paraugaptilus meridionalis is een eenoogkreeftjessoort uit de familie van de Arietellidae. De wetenschappelijke naam van de soort is voor het eerst geldig gepubliceerd in 1911 door Wolfenden.